# Массовое убийство в лагере Пуэрто-Принсеса
Резня в лагере Пуэрто-Принсеса произошла 14 декабря 1944 года в ходе второй мировой войны близ города Пуэрто-Принсеса, филиппинской провинции Палаван. Военнопленные солдаты держав союзников по антигитлеровской коалиции были уничтожены японцами.
12 августа 1942 года 300 американских военнопленных, уцелевших в сражениях за Батаан и за Коррехидор, прибыли на Палаван на борту двух транспортных судов. Они были размещены в старых казармах филиппинской полиции. Казармы получили название Палаванский лагерь военнопленных 10A или Палаванские казармы. Последующие два года пленные провели за расчисткой площади примерно 2 195 на 206 метров и затем построили взлётно-посадочную полосу с толщиной покрытия в 20 см, площадью 1 399 на 69 метров, используя только ручной инструмент, тачки и две небольших бетономешалки. Также их заставили изготовить обшивку для 150 японских самолётов. Больные и бесполезные заключенные были заменены более здоровыми из Манилы в ходе строительства. 22 сентября 1944 года половина заключённых была отправлена обратно в Манилу. В октябре 1944 года взлётно-посадочная полоса и близлежащая бухта стали мишенью атак союзников. Заключённых вынудили выкопать бомбоубежища в пределах лагеря, состоявшие из траншей глубиной в полтора метра и шириной в 1,2 м. В бомбоубежище A помещалось 50 человек, в бомбоубежище B - 35, в бомбоубежище C - до 30, также были построены небольшие убежища на 2-3 человека. Убежище имело тайный ход, выходящий за пределы ограждений (из колючей проволоки) лагеря на скалу 18-метровой высоты, господствовавшую над заливом. Старшим офицером среди пленных был капитан армии Фред Бруни. Среди пленных были также врачи Карл Манго и Генри Найт (дантист). Пленных часто избивали. Рационы в итоге сократились до котелка риса в день. Всего было 4 попытки побега. Первая имела место 11 августа 1942 года. Шесть пленных, 
Чтобы предотвратить спасение военнопленных наступающими силами союзников, части группировки 14-го фронта японцев, под командой генерала Томоюки Ямасита, отвели пленных обратно в их лагерь. Прозвучало оповещение о атаке с воздуха, 150 пленных лагеря Пуэрто-Принсеса зашли в траншеи противовоздушного убежища, японцы вылили туда бензин из бочек и подожгли.
Пленные, пытавшиеся выскочить из огня, были скошены огнём из пулемёта. Некоторым удалось вскарабкаться по скале, которая примыкала к другой стороне траншей, но позднее они были выслежены и убиты. Только 11 пленным удалось спастись, 139 погибли. 123 жертвы были погребены в братской могиле на национальном кладбище казарм Джефферсона, г. Сен-Луис, штат Миссури.
Этот инцидент привёл к серии операций по спасению военнопленных, проведённых США, таких как рейд на Кабанатуан 30 января 1945 года, рейд на лагерь заключения Сан-Томас 3 февраля 1945 года, рейд на тюрьму Билибид 4 февраля 1945 года и рейд на Лос-Баньос 23 февраля 1945 года. Военные власти США убедились в необходимости проведения операций по спасению военнопленных на Филиппинах в 1945 года после допроса пленного Джина Нильсена. В 2006 году Джефри Панос из университета штата Юта провёл интервью Нильсена.
Кости жертв были найдены в начале 1945 года. В августе 1948 года в Иокогаме 16 японских солдат были обвинены в участии в резне. Первоначально участники резни были приговорены к смертной казни, но позднее освобождены по общей амнистии.
Резня стала темой книги Боба Уилбанкса Last Man Out: Glenn McDole, USMC, Survivor of the Palawan Massacre in World War II. Резня показана в начале фильма «Великий рейд» 2005 года студии «Мирамакс». В 1980-х годах были воздвигнуты памятники на месте резни и в Макдоуле.
Двое из 11 выживших, Гленн Макдоул и Руфус Уили Смит из 4-го полка морской пехоты, записали рассказы о резне.